# Carlos "Famoso" Hernández
Carlos Hernández (Los Ángeles, California, 23 de enero de 1971) es un boxeador estadounidense de padres salvadoreños. Hizo historia en el boxeo haciéndose del título de Campeón superpluma de la Federación Internacional de Boxeo, venciendo a David Santos por el cinturón vacante de esta organización.
El "Famoso" Hernández entonces se convirtió en el primer campeón del mundo de El Salvador en la historia. Hernández tuvo el apoyo en la pelea por el campeonato de Alexis Argüello, Roberto Durán y el presidente salvadoreño, Francisco Flores, quienes estaban en ring-side apoyándolo.

## Biografía
Hernández fue muy activo en los deportes desde niño, destacando en natación, fútbol, béisbol y karate. A la edad de 17 años conquista la Medalla de Oro de los Juegos Nacionales de Estados Unidos de 1988, celebrados en el Caesars Palace de Las Vegas, Nevada. El sobrenombre de "Famoso" lo recibió de niño durante sus visitas a El Salvador, cuando su acento estadounidense y sus peleas con vecinitos llamaban la atención de todos. Fue su abuelo paterno, José Hernández, quien lo bautizó como "Famoso", y desde entonces conserva el sobrenombre.
Inició su carrera profesional en 1992, tras completar una breve pero destacada trayectoria como boxeador amateur. Desde sus primeras peleas mostró una combinación de técnica, corazón y resistencia que le permitió abrirse paso en una de las divisiones más competitivas del boxeo: la categoría superpluma. Debutó como profesional a los 21 años y permaneció invicto durante 21 combates, situándose entre los 10 mejores del mundo en su categoría durante la mayor parte de su carrera.
A lo largo de su carrera, Hernández fue conocido por su estilo agresivo, su capacidad para absorber castigo y su voluntad de no retroceder ante ningún oponente, lo que le ganó el respeto del público y de sus colegas boxeadores. Muchos de sus combates fueron verdaderas guerras en el ring, caracterizadas por intercambios constantes y una notable muestra de determinación.
Uno de los momentos más emblemáticos de su carrera ocurrió el 26 de mayo de 2001, cuando enfrentó al invicto Floyd Mayweather Jr. en un combate no titular en Grand Rapids, Míchigan. Aunque Hernández perdió por decisión unánime, la pelea fue notable porque logró derribar técnicamente a Mayweather en el sexto asalto, luego de que este sufriera una lesión en la mano derecha y tocara la lona momentáneamente. Fue uno de los pocos momentos en que Mayweather fue llevado al límite en su carrera.
El punto culminante llegó el 22 de febrero de 2003, cuando enfrentó a David Santos por el título vacante superpluma de la Federación Internacional de Boxeo (FIB). El combate se realizó en Little Rock, Arkansas, y Hernández ganó por decisión dividida en un combate reñido. Con esta victoria, se convirtió en el primer boxeador salvadoreño en conquistar un título mundial, un hito histórico que fue celebrado ampliamente tanto en El Salvador como entre la comunidad salvadoreña en Estados Unidos.

## Legado
Carlos “Famoso” Hernández es considerado un ícono del boxeo salvadoreño. Su carrera fue motivo de inspiración para nuevas generaciones de pugilistas centroamericanos. Fue conocido no solo por sus logros dentro del cuadrilátero, sino también por su humildad y compromiso con su comunidad. Se retiró oficialmente en 2006.
En reconocimiento a su trayectoria y a la proyección internacional que dio al país, la Asamblea Legislativa de El Salvador lo declaró “Hijo Meritísimo de El Salvador” en 2003, una de las distinciones civiles más altas otorgadas por el Estado salvadoreño a ciudadanos destacados. Como parte del homenaje, también en 2003, el Palacio de los Deportes de San Salvador —el principal recinto deportivo cubierto del país— fue rebautizado con el nombre de “Palacio de los Deportes Carlos ‘Famoso’ Hernández”, en honor a su legado deportivo y como símbolo de inspiración para nuevas generaciones de atletas salvadoreños.
Hernández fue exaltado al Salón de la Fama del Museo de Leyendas del Boxeo del Consejo Mundial de Boxeo (CMB) en junio de 2025, en reconocimiento a su destacada carrera profesional. Previamente, en 2016, había sido incluido en el Salón de la Fama del Boxeo de Los Ángeles, convirtiéndose en uno de los primeros boxeadores salvadoreños en recibir dicho honor y consolidando su legado como una figura emblemática del boxeo latinoamericano.

## Filmografía
Más que Famoso (More Than Famous) es un documental de 2003 sobre la vida y carrera del boxeador salvadoreño-estadounidense Carlos “Famoso” Hernández. La película fue escrita, producida y dirigida por Graham Rich. El documental sigue de cerca la preparación y los combates de Hernández durante el año 2001, enfocándose particularmente en sus peleas contra Floyd Mayweather Jr. y Juan Ángel Macías. A través de un enfoque narrativo íntimo y visualmente directo, la cinta muestra los retos físicos, emocionales y culturales que enfrenta el boxeador al representar tanto a la comunidad latina en Estados Unidos como a su país de origen, El Salvador.
La obra recibió reconocimiento en el circuito de festivales de cine independiente. En 2003, ganó el Gran Premio del Festival en el Berkeley Video & Film Festival, uno de los certámenes alternativos más relevantes de la costa oeste estadounidense. El galardón consolidó el documental como una destacada representación del boxeo profesional desde una perspectiva humana y social.

### Película
| Año  | Título           | Rol      | Notas      | Ref.   |
| ---- | ---------------- | -------- | ---------- | ------ |
| 2017 | More Than Famous | El mismo | Documental | [ 10 ] |

## Campeonatos
| Predecesor: Steve Forbes       | IBF Junior Lightweight 1 Feb 2003 – 31 Jul 2004   | Sucesor: Érik Morales        |
| Predecesor: Alejandro González | WBC Latino Super Feather 15 Sep 2001 – 1 Nov 2001 | Sucesor: Juan Carlos Aranday |